# Bara socken, Skåne
Bara socken i Skåne ingick i Bara härad, ingår sedan 1977 i Svedala kommun och motsvarar från 2016 Bara distrikt.
Socknens areal är 17,47 kvadratkilometer varav 17,09 land. År 2000 fanns här 3 475 invånare. Torups slott, tätorten Bara samt Bara kyrkby med sockenkyrkan Bara kyrka ligger i socknen. 

## Administrativ historik
Socknen har medeltida ursprung. 
Vid kommunreformen 1862 övergick socknens ansvar för de kyrkliga frågorna till Bara församling och för de borgerliga frågorna bildades Bara landskommun. Landskommunen utökades 1952 och ombildades 1971 till Bara kommun som uppgick 1977 i Svedala kommun. Församlingen uppgick 2002 i Värby församling.
1 januari 2016 inrättades distriktet Bara, med samma omfattning som församlingen hade 1999/2000.  
Socknen har tillhört län, fögderier, tingslag och domsagor enligt vad som beskrivs i artikeln Bara härad. De indelta soldaterna tillhörde Södra skånska infanteriregementet, Livkompaniet.

## Geografi
Bara socken ligger öster om Malmö. Socknen är en småkuperad odlingsbygd med bokskog i söder.
Nästan hela socknen utgjordes av frälsejord under Torups slott.

## Fornlämningar
Ett tiotal boplatser samt lösfynd från stenåldern är funna. Från bronsåldern finns två gravhögar.

## Namnet
Namnet skrevs 1283 Baræ och kommer från kyrkbyn. Namnet innehåller adjektivet bar, syftande på ett område utan träd och buskar..